# Adószám
Az adószám Magyarországon a vállalkozási tevékenységet folytató magánszemélyek, jogi személyiséggel rendelkező gazdasági társaságok és jogi személyiséggel nem rendelkező gazdasági társaságok részére a Nemzeti Adó- és Vámhivatal által kiadott azonosító, amely három, egymástól – jellel elválasztott részből áll. Az első rész az adózó nyolc számjegyű egyedi azonosítója, a második és a harmadik rész a tevékenységgel, telephellyel kapcsolatos kód. A tizenegy számjegyű adószám elsősorban azonosításra, bejelentkezést követő nyilvántartásba vételre szolgál.
Nem tévesztendő össze az adóazonosító jellel és a közösségi adószámmal.

## Az adószám felépítése
A 11 jegyű adószám szerkezeti felépítése a következő:
xxxxxxxx-y-zz
ahol:
- xxxxxxxx az adózót egyértelműen azonosító törzsszám (7 értékes számjegy + 1 ellenőrzőszám).
- y az ún. ÁFA-kód
- zz a két számjegyű területi kód

### ÁFA-kódok
A termékértékesítést, szolgáltatásnyújtást végző illetve a terméket beszerző, szolgáltatást nyújtó adóalany áfakódjai a következők lehetnek:
| Számkód | Jelentése |
| ------- | --- |
| 1       | alanyi adómentes adóalany vagy adómentes tevékenységet végző adóalany (ÁFA törvény 85-86. §-ai szerinti tevékenységek) |
| 2       | általános szabályok szerinti adózó adóalany                                                                            |
| 3       | egyszerűsített vállalkozói adó (eva) alá tartozó adóalany                                                              |
| 4       | ÁFA-körbe tartozó csoportos adóalanyiság                                                                               |
| 5       | ÁFA-körbe tartozó csoport közös adószáma                                                                               |

A főszabály szerint csak "2"-es, illetve "3"-as áfakódú adóalany (ez utóbbi az EVA alanya) által kibocsátott számla tartalmazhat áthárított áfát. Bizonyos esetekben helyes az "1"-es áfakód mellett is az adó felszámítása és áthárítása.

### Területi kódok
Az adózó székhelye szerint illetékes területi adóhatóság kódja az alábbiak:
| Számkód | Terület                        |
| ------- | ------------------------------ |
| 02, 22  | Baranya                        |
| 03, 23  | Bács-Kiskun                    |
| 04, 24  | Békés                          |
| 05, 25  | Borsod-Abaúj-Zemplén           |
| 06, 26  | Csongrád-Csanád                |
| 07, 27  | Fejér                          |
| 08, 28  | Győr-Moson-Sopron              |
| 09, 29  | Hajdú-Bihar                    |
| 10, 30  | Heves                          |
| 11, 31  | Komárom-Esztergom              |
| 12, 32  | Nógrád                         |
| 13, 33  | Pest                           |
| 14, 34  | Somogy                         |
| 15, 35  | Szabolcs-Szatmár-Bereg         |
| 16, 36  | Jász-Nagykun-Szolnok           |
| 17, 37  | Tolna                          |
| 18, 38  | Vas                            |
| 19, 39  | Veszprém                       |
| 20, 40  | Zala                           |
| 41      | Észak-Budapest                 |
| 42      | Kelet-Budapest                 |
| 43      | Dél-Budapest                   |
| 44      | Kiemelt Adózók Adóigazgatósága |
| 51      | Kiemelt Ügyek Adóigazgatósága  |

## Ellenőrző szám számítása
Az első hét számjegyet helyi értékük csökkenő sorrendjében szorozzuk a 9, 7, 3, 1, 9, 7, 3 számjegyekkel, a szorzatokat összeadjuk, és az eredmény 1-es helyi értékén lévő számot kivonjuk 10-ből. A különbség az ellenőrző szám.
A fent idézett forrás nem tér ki arra az esetre, amikor a különbség 10, azaz kétjegyű. Egyéb forrás híján feltételezhető, hogy ebben az esetben a nyolcadik számjegy 0 lesz. Mindezek alapján az alábbi képlet használható:
{\displaystyle x_{8}=(10-(9x_{1}+7x_{2}+3x_{3}+x_{4}+9x_{5}+7x_{6}+3x_{7}){\pmod {10}}){\pmod {10}}}
Az ellenőrzésnek a 00000000-0-00 nem valós adószám is megfelel, ezért ezt is ellenőrizni szükséges.